# Desaparecidos políticos en Brasil
Desaparecidos políticos en Brasil es la denominación dada a los militantes de organizaciones de oposición a la dictadura militar (1964-1985) cuyo paradero es desconocido o cuya muerte es presumida, aunque no comprobada. La responsabilidad por esas desapariciones forzadas durante la dictadura ha sido atribuida a organismos del Estado brasileño o a terceros - con autorización, apoyo o consentimiento de los gobernantes de la época.
En el inicio de la década de 1970 el aparato represivo gubernamental pasó a adoptar medios más agresivos de represión política, tales como secuestros, cárceles privadas, torturas, asesinatos y ocultación de cadáveres. En consonancia con el libro Derecho a la memoria y a la verdad, publicado por la Secretaría de Derechos Humanos de la Presidencia de la República durante el gobierno de Lula da Silva, 475 personas murieron o desaparecieron por motivos políticos en aquellos años. Ese número puede ser mayor si tenemos en cuenta la extensión territorial de Brasil, la ausencia de estudios estadísticos, el elevado número de peticiones de indemnización, la no inclusión de algunas personas en la lista de desaparecidos o el rechazo a incluir a aquellos cuyos familiares no hicieron denuncia.
En contrapartida, algunos militares homenajearon en abril de 2009 a las 126 víctimas de la guerrilla izquierdista, instalando placas con los nombres de esas víctimas en el Salón Noble del Club Militar de Río de Janeiro (1 de abril de 2009).

## Desaparecidos políticos
140 militantes políticos de izquierda desaparecieron, desde 1964, siendo que, según testigos, muchas de esas personas se encontraban entonces bajo custodia de órganos gubernamentales, tales como DOPS, Cenimar y CIEx. Las desapariciones forzadas ocurrieron, principalmente, durante el auge de la dictadura, en los gobiernos de los generales Emílio Médici y Ernesto Geisel. El período del Gobierno Médici fue considerado particularmente brutal por las organizaciones de Derechos humanos.

## Gobiernos
Durante décadas, sucesivos gobiernos - tanto los militares como los civiles que los sucedieron - se negaron a admitir cualquier responsabilidad sobre el destino o el paradero de esas personas, ignorando las peticiones de información de los familiares de desaparecidos políticos.
Solo en diciembre de 1995, en el primer mandato de Fernando Henrique Cardoso, el gobierno brasileño decidió reconocer la muerte de los desaparecidos entre 1961 y 1979 - conforme una lista elaborada había más de dos décadas por diversas organizaciones de Derechos humanos. Así, después de ser sancionada la Ley n°9.140, fue posible la emisión de atestados de óbitos de esas personas. A pesar del reconocimiento oficial de la muerte de los desaparecidos, con la consecuente responsabilidad del Estado brasileño, el decreto no fue cumplido en su integridad, pues, pasadas más de tres décadas desde las desapariciones (ocurridos principalmente entre 1970 y 1975), las circunstancias de las muertes de los desaparecidos aún no fueron esclarecidas.
Maria del Rosário, que asumió como ministra de la Secretaría Especial de los Derechos Humanos en el inicio de 2011, defendió, en su discurso de posesión, la responsabilidad del Estado por los crímenes de violación de los derechos humanos durante la dictadura militar. Ella también pidió la aprobación de la creación, por el Congreso Nacional, de una Comisión de la Verdad, cuya finalidad sería investigar las desapariciones de militantes políticos.
Fueron pagadas indemnizaciones a los familiares más próximos de las víctimas, aunque varias familias aún contesten los valores de esas indemnizaciones en la Justicia, por considerarlos bajos. En 2010, las indemnizaciones sumaban más de R$ 4.000 millones y estaban exentas del impuesto sobre la renta.

## Desaparición forzada
La desaparición forzada de militantes políticos no quedó restringida a Brasil. Las dictaduras militares instauradas en Sudamérica a partir de los años 1960 colaboraron entre sí en la llamada Operación Cóndor y se utilizaron también de la desaparición como un expediente para camuflar la eliminación de disidentes. Argentina, Chile y Uruguay tienen, igualmente, sus listas de desaparecidos. En Argentina y en Chile, los números llegan a decenas de miles de personas, de ambos sexos y de todas las edades.